# Lamnostoma
Lamnostoma – rodzaj ryb promieniopłetwych z podrodziny Ophichthinae w obrębie rodziny żmijakowatych (Ophichthidae).

## Rozmieszczenie geograficzne
Do rodzaju należą gatunki występujące w wodach strefy tropikalnej Indo-Pacyfiku.

## Morfologia
Długość ciała do 41 cm; brak danych dotyczących masy ciała.

## Systematyka
Rodzaj zdefiniował w 1856 roku niemiecki paleontolog i przyrodnik Johann Jakob Kaup w artykule poświęconym przeglądowi ryb węgorzokształtnych opublikowanym w czasopiśmie Archiv für Naturgeschichte. Gatunkiem typowym jest (późniejsze oznaczenie) L. orientale.

### Etymologia
- Lamnostoma: gr. λαμνα lamna ‘drapieżna ryba, rekin’, od λαιμος laimos ‘gardło’ lub Λαμια Lamia ‘Lamia’, w mitologii greckiej potwór pożerający dzieci; στομα stoma, στοματος stomatos ‘usta’[7].
- Anguisurus: łac. anguis ‘wąż’[8]; gr. ουρα oura ‘ogon’[9]. Gatunek typowy (oznaczenie monotypowe): Anguisurus punctulatus Kaup, 1856 (= Dalophis polyophthalmus Bleeker, 1853).

### Podział systematyczny
Do rodzaju należą następujące gatunki:
- Lamnostoma kampeni (Weber & de Beaufort, 1916)
- Lamnostoma mindora (Jordan & Richardson, 1908)
- Lamnostoma orientale (McClelland, 1844)
- Lamnostoma polyophthalmum (Bleeker, 1853)
- Lamnostoma taiwanense Chiu, Huang & Shao, 2018
- Lamnostoma taylori (Herre, 1923)